# غانم بشير
غانم بشير مواليد 11 نوفمبر 1986، لاعب كرة قدم إماراتي يجيد اللعب في الدفاع .
لعب سابقاً لأندية بني ياس والشارقة و الأهلي والوصل و اتحاد كلباء .

## روابط خارجية
- غانم بشير على موقع قاعدة بيانات كرة القدم.إي يو (الإنجليزية)
- غانم بشير على موقع Soccerway.com (الإنجليزية)